# Artur Schneider
 (décembre 2023).
Si vous disposez d'ouvrages ou d'articles de référence ou si vous connaissez des sites web de qualité traitant du thème abordé ici, merci de compléter l'article en donnant les références utiles à sa vérifiabilité et en les liant à la section « Notes et références ».
Artur Carl August Schneider est un philosophe allemand, né le 15 novembre 1876 à Neustadt (Haute-Silésie) et mort le 10 octobre 1945. Il est considéré comme un spécialiste de l'influence arabo-judaïque dans la scholastique. Il est connu pour avoir été le directeur de thèse de Martin Heidegger. Il joua aussi un rôle important dans l'histoire intellectuelle de l'Allemagne au cours de la première moitié du XXe siècle.

## Biographie
Schneider a étudié la philosophie et la philologie classique à Halle, ainsi que l'économie politique à Breslau, où il suivit les cours de Werner Sombart. À Breslau, il soutient une thèse de doctorat sous la direction de Clemens Baeumker (de) intitulée Les éléments aristotéliciens dans la psychologie d'Albert le Grand. Il suivit Baeumker à Bonn et y soutint son habilitation en 1902 sur le thème « La tradition augustinienne dans l'enseignement d'Albert le Grand ». En 1903, il s'installe à Munich, où il représente le philosophe et homme politique Georg von Hertling et en 1908, il devient professeur extraordinaire. En 1911, il accepte une nomination comme professeur ordinaire à Fribourg. C'est là qu'il supervisa la thèse de Martin Heidegger. La vision catholique conservatrice du monde de Schneider peut être vue dans l'ouvrage Die philosophischen Grundlagen der monistischen Weltanschauungen (en français : Les fondements philosophiques des visions du monde monistes), dans lequel Schneider critique le matérialisme et la social-démocratie. Dès 1913, il s'installe à Strasbourg en tant que successeur de Baeumker, mais il perd son poste à la suite de la Première Guerre mondiale. En 1919, il obtient un poste temporaire à Francfort, puis il se rend à Cologne en 1921 en tant que successeur de Hans Driesch : il fut doyen de la Faculté de philosophie en 1922-23 et 1935-36 et fut élu recteur de l'université en 1926-27.
Le 10 juin 1930, il a signé avec Gustav Radbruch, Ferdinand Tönnies et d'autres universitaires allemands une pétition contre la nomination du biologiste racialiste Hans Günther à Iéna. Ce qui ne l'empêcha pas d'adhérer le 1er juillet 1933 à la Ligue nationale-socialiste des enseignants : il fut également membre du Secours populaire national-socialiste. Au sein de la ligue nazie des enseignants, il a temporairement dirigé l'Office de l'éducation et de l'enseignement pour le Gau de Cologne de 1933 à 1934. Malgré son attitude nationale et strictement antimarxiste, Schneider était considéré par le Bureau Rosenberg comme un « représentant typique de la philosophia perennis confessionnelle ». Atteint par la limite d'âge, il fut nommé professeur émérite le 31 mars 1942 et cessa de donner des cours à la fin du semestre d'hiver 1942/43. Peu de temps avant sa mort, il fut encore impliqué dans la réouverture de l'université de Cologne en 1945.

## Écrits
- Die Psychologie Alberts des Großen. 2 Teile, 1903 und 1906.
- Die philosophischen Grundlagen der monistischen Weltanschauungen. Verlag "Natur und Kultur", München 1912.
- Die abendländische Spekulation des zwölften Jahrhunderts in ihrem Verhältnis zur Aristotelischen u. jüdisch-arabischen Philosophie : eine Untersuchung über die historischen Voraussetzungen des Eindringens des Aristotelismus in die christliche Philosophie des Mittelalters. Aschendorff, Münster 1915.
- Die Erkenntnislehre bei Beginn der Scholastik. Fuldaer Actiendruckerei, Fulda 1921.
- Die Erkenntnislehre des Johannes Eriugena im Rahmen ihrer metaphysischen und anthropologischen Voraussetzungen nach den Quellen. de Gruyter, Berlin Teil I, 1921, Teil II, 1923.
- Einführung in die Philosophie unter Berücksichtigung ihrer Beziehungen zur Pädagogik. Schöningh, Paderborn, Teil I: Allgemeines, 1927 (nouvelle édition en 1934) und Teil II: Metaphysik, 1931.